# Platja de s'Arenella
La platja de s'Arenella és una platja del municipi de Cadaqués (Alt Empordà) situada a l'extrem oriental de la badia de Cadaqués, entre la platja d'en Pere Fet i la platja de sa Confitera, en una zona residencial, a 7 km de la població de Cadaqués. És molt comú trobar petites barques de pescadors a la riba de la platja. Té una longitud de 24 m i una amplada de 12,5 m, formada per sorres fines, graves i còdols.
A l'extrem de la platja hi ha la casa sa Barraca d'en Duran, inclosa a l'Inventari del Patrimoni Arquitectònic de Catalunya. Davant de la platja, a 100 m, hi ha l'illa de s'Arenella, l'única habitada de la Costa Brava. El nom prové del diminutiu de sorra o arena granada.